# 諏訪通り (東京都)
諏訪通り（すわどおり）は、東京都新宿区馬場下町の馬場下町交差点から、新宿区大久保三丁目の鉄道交差部に至る道路の通称。東京都道25号飯田橋石神井新座線の支線。都市計画道路補助74号線の一部。

## 延伸工事および、立体交差化工事
並行する早稲田通り高田馬場駅付近などの渋滞緩和のため、諏訪通りは小滝橋交差点まで延伸する工事が進んでいる。これに伴い、現在、鉄道等との立体交差化工事と、街路拡幅整備（用地取得が難航した、高田馬場四丁目の街区番号1・23・24番の200 m部分）が行われている。
現時点では、鉄道交差部から小滝橋交差点までは新宿区道であり、今後この部分が東京都道となるか区道のままかは未定。この部分は現在のところ諏訪通りには含まれない。

### 立体交差化工事
前述の場所において、JR山手線・JR埼京線 (山手貨物線)・西武新宿線・都市計画道路補助72号線（高田馬場駅前通り）をアンダーパスする工事である。
この立体交差は、JRの西側（高田馬場四丁目）の土地が東を下となる斜面となっていることから、当初はオーバーパス（陸橋）式の立体交差が予定されていた。しかし、日照や騒音に対する不安から近隣住民の反対があったため、アンダーパス（トンネル）式の立体交差に変更された。
完成すると、本線の幅9メートル (m)（片側1車線）・側道の幅4.5 m・歩道の幅3.5 mの計27 mとなる。本線は、鉄道や補助72号線をトンネルでくぐるが、側道・歩道は、従来からある (高さ) 3 x (幅) 6 [m]のガード下を拡幅する形になる。
2006年4月24日、この工事として行われたガード（第一戸塚架道橋）下の拡幅工事（HEP&JES工法）に際して、調整エレメントに注入したコンクリートがエレメント上部に溢れ、JR山手線・埼京線の路盤を25メートル (m)にわたり最大で約6.6 cm押し上げてしまい、両路線が5時間半にわたりストップするという事故が発生している。
2023年11月18日15時より、新宿区大久保三丁目～同区高田馬場四丁目の約460メートル（アンダーパスは「諏訪通りトンネル」となる）が交通開放され、同時に小滝橋交差点も改良されて早稲田通りを中野方面への通行が可能となる。

## 交差する道路・鉄道
- 早稲田通り（馬場下町交差点・小滝橋交差点）
  - 環状4号線（早稲田通りとの重複区間）
- 箱根山通り
- 明治通り（諏訪町交差点）
- 高田馬場駅前通り（都市計画道路補助72号線）
- 西武新宿線
- 山手貨物線 (埼京線・湘南新宿ライン)
- 山手線
- 東京メトロ副都心線

## 道路沿いの主な施設
- 早稲田大学文学部（戸山キャンパス）
- 学習院女子高等科中等科
- 学習院女子大学
- 新宿消防署戸塚出張所
- 諏訪神社
- 都営西大久保団地
- ニュータウン大久保
- 都営戸山団地
- 新宿ガーデン（住友不動産新宿ガーデンタワー・ベルサール高田馬場）